# Luigi Liverzani
Luigi Liverzani (Granarolo Faentino, 7 luglio 1913 – Frascati, 6 maggio 1995) è stato un vescovo cattolico italiano.

## Biografia
Figlio di Domenico Liverzani e di Angela Ancarani, nasce, il 7 luglio 1913, a Granarolo Faentino, la maggiore frazione del comune di Faenza, da cui dista dieci chilometri.
Compie i propri studi teologici nel seminario diocesano di Faenza, al cui clero appartiene, venendo ordinato sacerdote, il 23 luglio 1939, nella cattedrale di San Pietro Apostolo, dall'ordinario diocesano, Antonio Scarante.
È subito nominato vice parroco a Russi, dove rimane fino al 1949, inoltre, per due anni, dal 1943, è economo spirituale del seminario diocesano, mentre, per tutto il difficile periodo della Seconda Guerra Mondiale, dirige, come delegato vescovile, la parrocchia dei Santi Filippo e Giacomo ai Servi di Faenza.
È rettore del Semiario diocesano dal 1945 al 1948, quando diviene parroco S. Stefano a Pieve di Corleto, e, nel 1953, arciprete di Cotignola.
Dal 1952 è assistente diocesano dell'Unione Donne di Azione Cattolica, venendo anche nominato, il 27 febbraio 1959, cameriere segreto soprannumerario.
Il 5 febbraio 1962 muore il cardinale faentino Gaetano Cicognani, vescovo suburbicario di Frascati, e, subito dopo, il suo ausiliare, il faentino settantaquattrenne Biagio Budelacci, vescovo titolare di Nissa, che occupa tale incarico fin dal 1936, viene annoverato tra i canonici della Patriarcale Basilica Vaticana.
Il 23 maggio 1962 Giovanni XXIII lo elegge primo vescovo non cardinale della diocesi suburbicaria di Frascati e, lo stesso giorno, nomina  vescovo del titolo della Chiesa suburbicaria tuscolana il cardinale Amleto Giovanni Cicognani, fratello minore del cardinale Gaetano.
Ciò avviene in applicazione del Motu proprio Suburbicariis sedibus, dell'11 aprile di quell'anno, con il quale il governo pastorale delle sette diocesi suburbicarie di Roma è affidato ad un vescovo residenziale, mentre ai sei cardinali dell'Ordine dei vescovi, residenti in Roma e fino ad allora rappresentati in diocesi da un vescovo ausiliare, viene assegnato soltanto il titolo della diocesi suburbicaria.
È consacrato dal cardinale Cicognani il successivo 1º luglio, nella Collegiata di S. Stefano a Cotignola, di cui è parroco da nove anni, avendo per co-consacranti il proprio vescovo diocesano, Giuseppe Battaglia, e il vescovo di Forlì, Paolo Babini, prendendo possesso della diocesi il 4 agosto seguente.
Partecipa a tutte e quattro le sessioni del Concilio Ecumenico Vaticano II.
Il 1º settembre 1963 accoglie Paolo VI, venuto a venerare, nella cattedrale di Frascati, le spoglie di San Vincenzo Pallotti, come pure riceve, successivamente, l'8 settembre 1980, Giovanni Paolo II.
Dalla morte del vescovo di Tivoli, Luigi Faveri, avvenuta il 27 dicembre 1967, alla nomina di Guglielmo Giaquinta, oggi servo di Dio, il 24 settembre 1968, è amministratore apostolico sede vacante di tale diocesi.
Alla morte del cardinale Cicognani, il 17 dicembre 1973, il titolo suburbicario di Frascati passa successivamente al francese Jean-Marie Villot, scomparso il 9 marzo 1979, all'italiano Paolo Bertoli, deceduto l'8 novembre 2001, e ad altri cardinali.
Il 1º marzo 1975, dietro sua richiesta, per mezzo della Lettera apostolica Venerabilis Frater, la cattedrale di san Pietro Apostolo viene elevata al rango di basilica minore.
Nei 27 anni nei quali guida la diocesi tuscolana, indice quattro visite pastorali, il congresso eucaristico diocesano, porta le parrocchie da 13 a 22, cercando di attuare la visione della Chiesa cattolica uscita dal Concilio.
L'11 novembre 1989 si dimette, per raggiunti limiti d'età, divenendo  vescovo emerito di Frascati, e viene sostituito dal barese Giuseppe Matarrese, di cui partecipa, quale co-consacrante assieme a Giovanni Battista Re, arcivescovo titolare di Vescovio e segretario della Congregazione per i Vescovi, futuro cardinale, alla consacrazione episcopale conferitagli, il 16 dicembre di quell'anno, dal cardinale vicario Ugo Poletti nella Patriarcale Arcibasilica Lateranense.
Una grave malattia lo colpisce nel 1993, viene ricoverato per due anni nell'Istituto S. Carlo di Nancy di Frascati, dove muore, all'età di quasi 82 anni, il 6 maggio del 1995.
Tre giorni dopo, il cardinale faentino Achille Silvestrini, prefetto della Congregazione per le Chiese Orientali, che lo ha avuto come rettore nel seminario della sua città, ne presiede le solenni esequie celebrate nella cattedrale di Frascati.

## Genealogia episcopale
La genealogia episcopale è:
- Cardinale Scipione Rebiba
- Cardinale Giulio Antonio Santori
- Cardinale Girolamo Bernerio, O.P.
- Arcivescovo Galeazzo Sanvitale
- Cardinale Ludovico Ludovisi
- Cardinale Luigi Caetani
- Cardinale Ulderico Carpegna
- Cardinale Paluzzo Paluzzi Altieri degli Albertoni
- Papa Benedetto XIII
- Papa Benedetto XIV
- Papa Clemente XIII
- Cardinale Marcantonio Colonna
- Cardinale Giacinto Sigismondo Gerdil, B.
- Cardinale Giulio Maria della Somaglia
- Cardinale Carlo Odescalchi, S.I.
- Cardinale Costantino Patrizi Naro
- Cardinale Lucido Maria Parocchi
- Papa Pio X
- Cardinale Gaetano De Lai
- Cardinale Raffaele Carlo Rossi, O.C.D.
- Cardinale Amleto Giovanni Cicognani
- Vescovo Luigi Liverzani